# くるくるパッX
『くるくるパッX』（くるくるパックス）は、聖悠紀による日本の漫画。1978年から1980年にかけて、一時連載中断しつつも『マンガくん』に連載された。単行本は全4巻が小学館から刊行された。

## ストーリー
平凡な小学生、川口内人は自宅の庭に転がっている、太ったペンギンにカップラーメンを奪い取られる。
ペンギンは「パッX」なる宇宙人であり、政略結婚の婚約から逃亡したソナーブ星の姫サリアの護衛だと名乗る。そしてサリアも姿を現し、内人に助けを求め、川口家へと居候することに（第一部）。
中学生となり、すっかり地球に馴染んだサリアの元へソナーブ星から「父危篤」の報が届く。サリアと内人たちは宇宙船ハイファックスで宇宙へと飛び出した（第二部）。

## 作品解説
シリアスSF漫画が多い聖悠紀（連載と単行本では「ひじり悠紀」名義）の珍しいSFコメディ。主人公の内人が小学生時代の第一部、連載中断を経て、第一部から5年後（作中で2年経過しているので、正確には7年後）を舞台にした第二部がある。
第一部は『オバケのQ太郎』的な「日常生活に異分子が入り込んだ状況」を基本としたギャグ話、第二部は『モジャ公』的な「日常から飛び出した宇宙物」である。掲載誌がマイナーで『超人ロック』などと違って知名度は低いが、パッXは様々な聖悠紀作品にカメオ出演する、作者の代表的なキャラの一人となっている。
なお、パッX他の好物であるカップラーメンは、作者曰く「あれは人間の食べるものではない」と宇宙人の好物として設定したものである。

## 登場人物

### 主なキャラクター
川口内人（かわぐち ないと）
主人公。勉強、運動はまるで不得手。眼鏡を掛けた小学生（連載開始当初）。名は内人だが、作中では「ないと」と表記される方が多い。
ごきぶりを退治したことでサリア姫に見初められて結婚する（ただし結婚可能年齢に達しておらず、日本の法的なものではない）。
弱虫だが意志は強く、サリアやセーベなど、ソナーブ星人に惚れられる体質がある。
第二部の終盤で正式にサリアと夫婦となり、サリアとのファーストコンタクトから17年後では食品会社のサラリーマンになった。好物は妻が作るお芋の煮っ転がし。
パッX（ぱっくす）
ヘッドフォンを付けたペンギン形の宇宙人。ただし、嘴はない。内人との最初の接触でカップラーメンが好物になった。作中では「パックス」と表記される方が多い。
一応、サリア姫付きの護衛である。「ハフラーの鷹、パックス」と自称しているが、本当かどうかは不明。ヘッドフォンから放つ衝撃波「パックラウザー」なる必殺技が使えるが、使用後は一定時間意識不明となる。
サリア姫の願いを叶えるために悪巧みを企むことが多い。その血液は蚊にとって猛毒らしく、彼の血を吸った蚊は全て落ちてしまった。見た目は鳥類。しかしへそがあるので、卵生ではなく胎生生物だと思われる。
後にCMの人気タレントとなるが激務で体を壊し、治療のためにソナーブ星へと帰還するところまでが第一部となっている。
第二部最終回では既婚者。子宝に恵まれ、彼似の子供が沢山登場していた。
サリア姫/川口サリア（かわぐち さりあ）
ヒロイン。ソナーブ星ハフラー王朝の第一王女。巻き毛の美少女。しかし、嬉しいと目が真ん丸のギャグ顔になる（ただし、これはソナーブ星では「超美人」だと認識される）。
コスチュームはバラをあしらったギリシャ風の白いミニドレス。編み上げのサンダル。居候後はテニスウェアやセーラー服他、地球的な服装もしているが、V字型のティアラだけは常に外さない。
肉体能力は非常に高く、重さ数キロの鋼鉄製テニスラケットを「丁度良い重さ」として、軽く振り回せるほど。
川口家に居候し、内人との結婚後は小学校や中学校にも通うようになる。王女だけあって世間離れしていたが、第二部ではセーベの居所を尋ねられた際、「どっかへ男をあさりに行ったんじゃないの？」と返答するなどだいぶ世間ずれしていた。
セーベ姫
ソナーブ星ハフラー王朝の第二王女。黒髪の美少女。嬉しいとギャグ顔になるのは姉と同じ。サリアのことを「おねえちゃん」と呼ぶ。
美人だが暴力的。優秀な宇宙船パイロットであり、怒らせて大怪我した者は200人以上との噂がある。格闘技の達人で、ガウス他宇宙各地に弟子がいるらしい。別名「恐怖のセーベ」。
男好き。姉を訪ねて地球へ飛来するが、現地で結婚した内人に興味を持ち、そのまま地球へ留まる。やや色情狂的な性格を持つ。
サリアと違い、服装は原則ソナーブスタイルで通していることが多い。
川口源太郎（かわぐち げんたろう）
内人の父。小説家兼脚本家。かなりの売れっ子らしく、休暇で別荘へ赴いても仕事に追われている。パッXと遭遇後は飲み友達となる。
川口英絵（かわぐち はなえ）
内人の母。ブランドにもなっている人気ファッションデザイナー。雪国出身でノリが良い。車の運転はかなり過激。
妙子（たえこ）
小学校に編入されたサリアのクラスメイト。美人。川口家と色々と関わる。姓は不明。
ゆうかいさん
本名不明の中年男。「ゆうかいさん」とは内人達が名付けた通称。
サングラスを掛けたゴリラのような大男。内人を誘拐して身代金を取ろうとするが失敗。その後、空き巣に転向したり、保険の勧誘員やトラック運転手に転職した。
作中ではパッXと度々関わる準レギュラーキャラとなる。既婚者でかつ子持ち。美人妻の名は「由美子」息子は「あつし」
夜の仕事が得意で、最終回では髪は薄くなりすだれ頭になったが、屋台ラーメンのおやじとして内人にラーメンを食べさせていた。
谷田部八郎（やたべ はちろう）
広告プロデューサー兼芸能マネージャー。口車が上手い。第一部ではかなり強引にパッXをこき使って金儲けに勤しむヤクザ的な悪党だったが、第二部でレギュラーキャラとなると自己中心的な小悪党に変貌した。
ハイファックスに密航し、船を遭難させた張本人。基本的にはトラブルメーカー&ギャグ要員である。

### ゲストキャラクター
竜崎えりか（りゅうざき えりか）
海辺の別荘で内人が出会った美少女。清楚で可憐だが、その正体は内人を騙そうとする詐欺師で「ダイモスのお竜」の二つ名を持つ、不良共の元締めだった。
吉川（よしかわ）
下の名は不明。テニス部の副主将で内人のクラスメイト。美形で女子に人気がある。サリアに気がありテニス部に誘ったが、内人一筋の彼女には相手にされず、内人と一緒ならとの条件で入部試合をすることになる。
キャプテン
本名不詳。内人達のテニス部主将で、全国でもベスト4に入る腕の持ち主。怒ると台詞が、何故か大阪弁になる。
棟方姉弟（むにかたしてい）
庭球学園のテニス部員。『エースをねらえ!』的な雰囲気を持つ、姉、仁子（じんこ）。弟、義一（ぎいち）からなる小学生ダブルス。「十文字やりだまX攻撃」なる合体技を持つ。
県大会の決勝で内人・サリア組の相手になるが、棟方の「十文字やりだまX攻撃」も必殺技「殺人サーブ」も全く通じず、逆にテニスコートの壁をも破壊する、サリアの人間業とも思えぬボレーに戦意喪失して逃亡した。
小早川愛子（こばやかわ　あいこ）
冬の別荘で内人が出会ったスキーの指導員。
スピン
プロ野球、巨仁軍の外国人野球選手。本国では200本のホームランを打った大スラッガーだが、パッXと関わったばかりに乱闘騒ぎを起こして病院送りになってしまう。
大学生三人組（だいがくせいさんにんぐみ）
今にも倒れそうなボロ民宿で内人、サリア、セーベの隣室に宿泊する男子三人組。ナンパで睡眠薬も効かない宇宙人の非常識さに振り回される。
宿のばあさん（やどのばあさん）
本名不詳。しわくちゃの老女でボロ民宿の経営者。多角経営で「ですこ」も経営しているが、北島三郎と三波春夫の曲しかない。
怪獣（かいじゅう）
難破した星で遭遇した海竜。皮は硬く刃物も通らないが、パッXを飲み込んだ際、内部で放たれたパックラウザーで仕留められた。
首から下はかなり短く、食料となると期待して引き上げた際に「こんなのインチキ」「かなりの上げ底」と評された。
原住民（げんじゅうみん）
難破した星で遭遇した毛むくじゃらの原始種族。怪獣を倒したことで友好関係になる。
キャプテン・キャバス
宇宙の悪徳行商人。詐欺師。グラマラスな美人で猫を被っているが、本性を現すとがさつで口が悪く、暴力的。宇宙警察に追われている。
遭難した内人達に食料他を売りつけて大儲けしよう企むが、彼らが無一文だったために失敗。仕方なく内人らを奴隷としてこきつかうものの、ウーヘルの到着を察知して宇宙船で逃亡した。
ウーヘル
キャバスを追って飛来した銀河連盟警察の警部。遭難者である内人達に対し、管轄違いを理由に救助を断る、典型的なお役所根性を持つ男。
帝国皇帝（ていこくこうてい）
名前は自称。外見はゆうかいさんそっくりだが別人。部下を使い、漂流中のサリアをさらって妻にしようとするが、見れば見る程そっくりなので、サリア本人に全く相手にされなかった。
やはり既婚者だが、妻はゆうかいさんの美人妻とは似ても似つかぬゴリラもどきの恐妻で、浮気の折檻を見た内人に「やっぱり他人だよ。ゆうかいさんはあれほど悲惨じゃなかったもん」と言われてしまう。
漂流者の老人（ひょうりゅうしゃのろうじん）
本名不明。「老後の楽しみ」と称し、宇宙空間に偽のサルガッソーを設置して通りかかる宇宙船を捕獲、混乱に陥れていた老人。「宇宙船の壁を食べて、50年サルガッソーに住んでいる」と自称する。
ハイファックスを捉えて幽霊を模したロボットで内人達を脅かし、その混乱ぶりを眺めていたがサリアに看破されてお仕置きされた。
ガウス
宇宙忍群の頭。人違いでハイファックスを襲う出来の悪いセーベの弟子。「人の船を勝手に荒らした」罪によりセーベの制裁を受け、こてんぱんにのされてしまう。
ソナーブ王スーモ七世と王妃
サリアとセーベの両親。ハフラー王朝の王と妻。王は自主映画作りに凝っている。王妃はミーハーな性格。
川口ローディ（かわぐち ローディ）
最終回に登場した内人とサリアの子供。内人とサリアの血を引くために視力が悪く、眼鏡が必須。また幼児なのにとんでもない怪力。

## 登場メカニック
ハイファックス
サリア達が地球に飛来した時に使用した大型宇宙船。建造されて2世紀半。紡錘形で金色に輝く外見が判明するのは内人達が宇宙旅行に出る第二部からで、第一部では宇宙に光る輝きでしか表現されていなかった。
大気圏突入/離脱が可能。かなり頑丈で、作中で二回墜落しているが乗組員共々、不時着しても無事だった。超空間チューブと気象コントロール装置を搭載している。
艦名と同じ「ハイファックス将軍」と呼ばれる、頑固老人風の性格を持つAIが制御しているが、いい加減もうろくし始めてるらしく、内人の宿題の答えは全く滅茶苦茶で間違っていた。
第二部にてAIが谷田部のせいで瓦解。未開の惑星に墜落、難破する。後に2度修理されるが人格が全く変わっており、最初はお料理コンピューターに。2度目はおねえ言葉を話す「オカマ」になってしまった。
セーベの宇宙船
セーベ姫の円盤形個人用宇宙船。カムフラージュ能力があり、郵便ポストに偽装していた。第二部にも一コマだけ登場する。
フォルクスワーゲン・ビートル
川口家の自家用車。
超空間チューブ
ハイファックスに搭載されている近距離転送装置。空間をねじ曲げて、トンネル状にＡとＢ地点を接続する。システムは装置本体に頼っているらしく、宇宙船本体が故障すると使用不可能になる。
パックラウザー
パッXのヘッドフォンから放たれる必殺技。音波で周囲に被害を与えるが、基本的には相手を気絶させる非殺傷兵器で耳を塞げば何とか耐えられるレベル（音楽を聴いていると効かない描写もあった）だが、怪獣を殺せる所から、出力可変形で殺傷力もある立派な武器であるのが判明している。
気象コントロールビーム
ハイファックス搭載の気象兵器。真夏でも猛吹雪を起こさせる力を持つ。
エネルギーソード
実体刃を持つエネルギー剣。ハイファックスの船内に転がっていたハフラー王朝幻の必殺武器。しかし怪獣には歯が立たず、折れてしまう。

## パロディ
聖悠紀のセルフパロディとして、作者がキャラクターデザインに参加したテレビ番組のキャラが作中に散見された。
- 『超電磁マシーン ボルテスV』の岡めぐみ（作中では「丘めぐみ」）。
- 『闘将ダイモス』のエリカ（作中では「竜崎えりか」）と和泉ナナ（作中では「なな」、名のみ登場）。バルバス将軍と夕月京四郎（作中では名前表記は無し）。
- 『忍者キャプター』の天堂美樹（作中では「美樹」、名のみ登場）。真田巡査（作中では名前表記は無し）。

また、谷田部が｢SFに詳しい｣として挙げた作品は、『超人ロック』『スカイホークダンディ』『ペアペアライサンダー』と、自身の漫画作品であった。

## その他
『サウンド・ラブ -組み合わせ教えます-』では、主人公「春雄」とヒロイン「久美子」に内人とセーベ姫のキャラがそれぞれ流用され、パッXも登場する。
『超人ロック 黄昏の戦士』には容姿、性格共にセーベ姫そっくりの宇宙海賊団のボスが出演している。
パッXを筆頭にサリア、セーベ、ウーヘルなどのネーミングの多くはオーディオ機器関連から取られている。

## 単行本
- ひじり悠紀 『くるくるパッX』 小学館 〈マンガくんコミックス〉全4巻
  1. 初版発行、S55年2月5日[4]
  2. 初版発行、S55年3月5日
  3. 初版発行、S55年4月5日
  4. 初版発行、S55年6月5日